# TT174
La tombe thébaine TT 174 est située à El-Khokha, dans la nécropole thébaine, sur la rive ouest du Nil, face à Louxor en Égypte.
C'est la sépulture d'un inconnu de la XVIIIe dynastie, réutilisée par Ashakhet (ˁšȝ-jht) à la XXe dynastie.

## Description

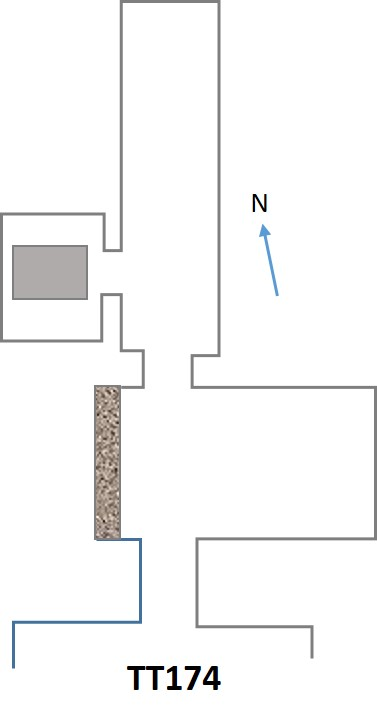

Ashakhet et sa femme Tadjabu sont représentés à un banquet familial dans le hall d'entrée de la tombe. Leur fils Pakhihet (inhumé dans la tombe TT187) est également représenté avec ses parents.